# Leguán kubánský
Leguán kubánský (Cyclura nubila), dříve nazývaný také leguán obrovský, je jedním z největších a také nejohroženějších druhů z čeledi leguánovitých.

## Popis
Tělo je zbarveno olivově až tmavě hnědě s tmavšími příčnými pruhy na bocích zatímco hřeben a hlava jsou o něco světlejší. Po stranách tlamy a kolem načervenalých očí může zbarvení u samců přecházet až do modré nebo modrofialové.
Leguán kubánský dorůstá délky i s ocasem, které představuje 2/3 délky, 150–180 cm, vážit může až 15 kilogramů a dožít se až 25 let. Samci jsou větší než samice (někdy až o polovinu), také mají větší hřeben a krční lalok.
Zajímavostí je pak fotosenzorický orgán, jakési „třetí oko“ na temeni hlavy leguána, tvořené větší světlou šupinou, kterým dokáže rozlišovat intenzitu světla v okolí a tak i pohyb.

## Výskyt
Obývá, jak už jméno nasvědčuje, karibskou oblast – Kubu a Kajmanské ostrovy. Zdržuje se především na skalách porostlých křovisky a kamenitých svazích, v mangrovových porostech nebo i v otevřené krajině. Je schopný vylézat i na nižší silné kmeny stromů, kde odpočívá.

## Potrava
Leguán kubánský je povětšinou býložravý nebo částečně všežravý. Živí se výhonky, plody rostlin, loví i hmyz, korýše, měkkýše nebo ptačí mláďata.

## Rozmnožování
Leguáni pohlavně dospívají ve 2–3 letech. Páry tvoří pouze v době rozmnožování. Samice klade obvykle 20, ale podle některých zdrojů až 30 vajec, která posléze zahrabává nebo ukrývá do štěrbin. Inkubace snůšky trvá 75 dní a narozená mláďata měří kolem 22 cm.

## Chov v zoo
V zajetí se leguáni rozmnožují jen velice vzácně a chov je tedy značně obtížný. Přesto se výjimečně i v našich klimatických podmínkách podařilo v Zoo Praha odchovat přes sto mláďat tohoto vzácného tvora.
Leguán kubánský je tak v současnosti (v roce 2018) chován ve 22 evropských zoo. Největší zastoupení mají přitom české zoo, kterých je hned šest. Dlouhodobě úspěšných chovem v Zoo Praha a poskytnutím odchovů blízkým zahradám je způsobeno, že největší zastoupení mají české zoo, kterých je šest. Jedná se o tato zařízení:
- Zoo Brno
- Zoo Děčín – Rajské ostrovy
- Zoo Hodonín
- Zoo Jihlava
- Zoo Praha
- Zoo Ústí nad Labem

Další dvě zoo s těmito ještěry jsou na blízkém Slovensku (Zoo Bojnice, Zoo Spišská Nová Ves).

### Chov v Zoo Praha

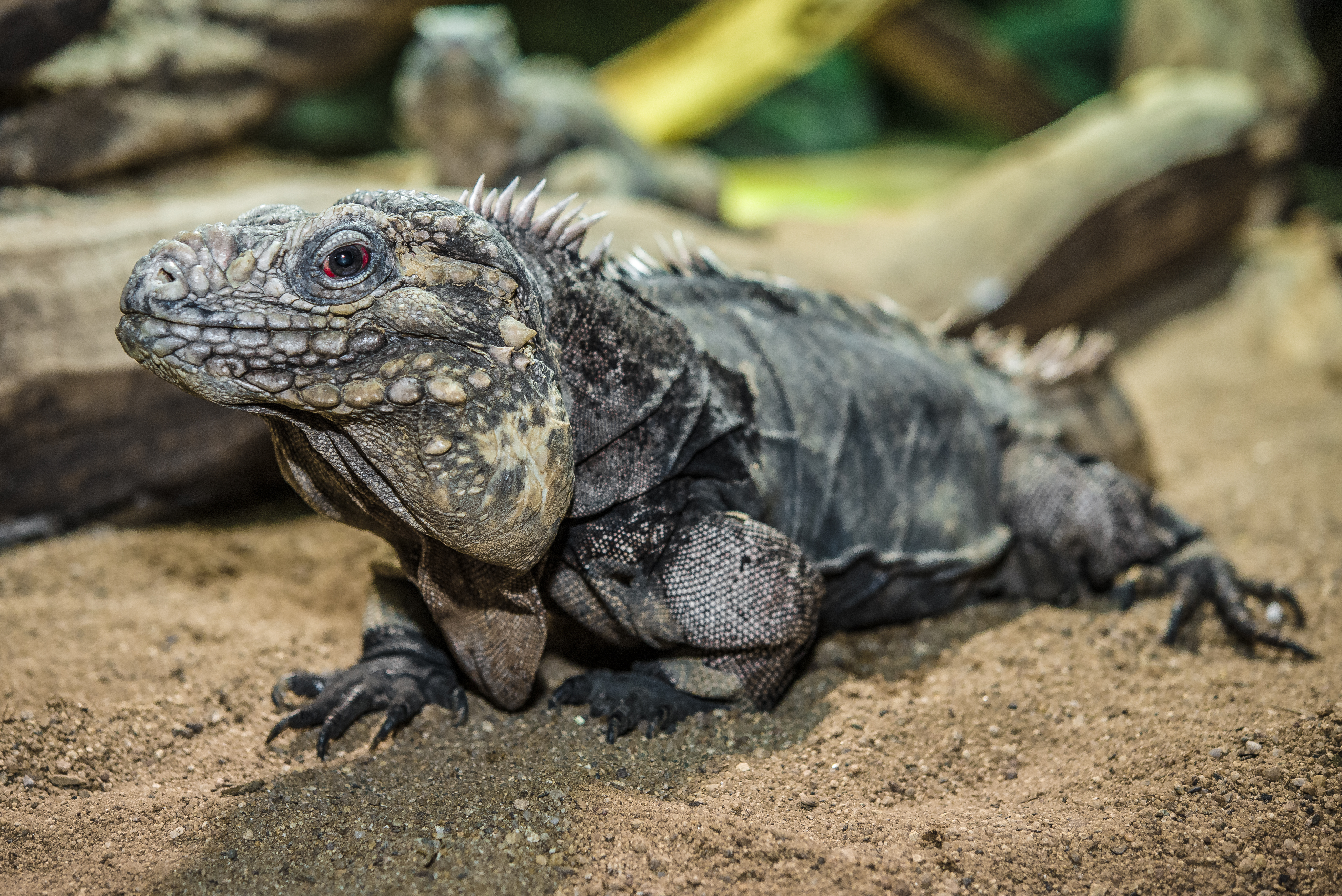
Leguán kubánský, Zoo Praha

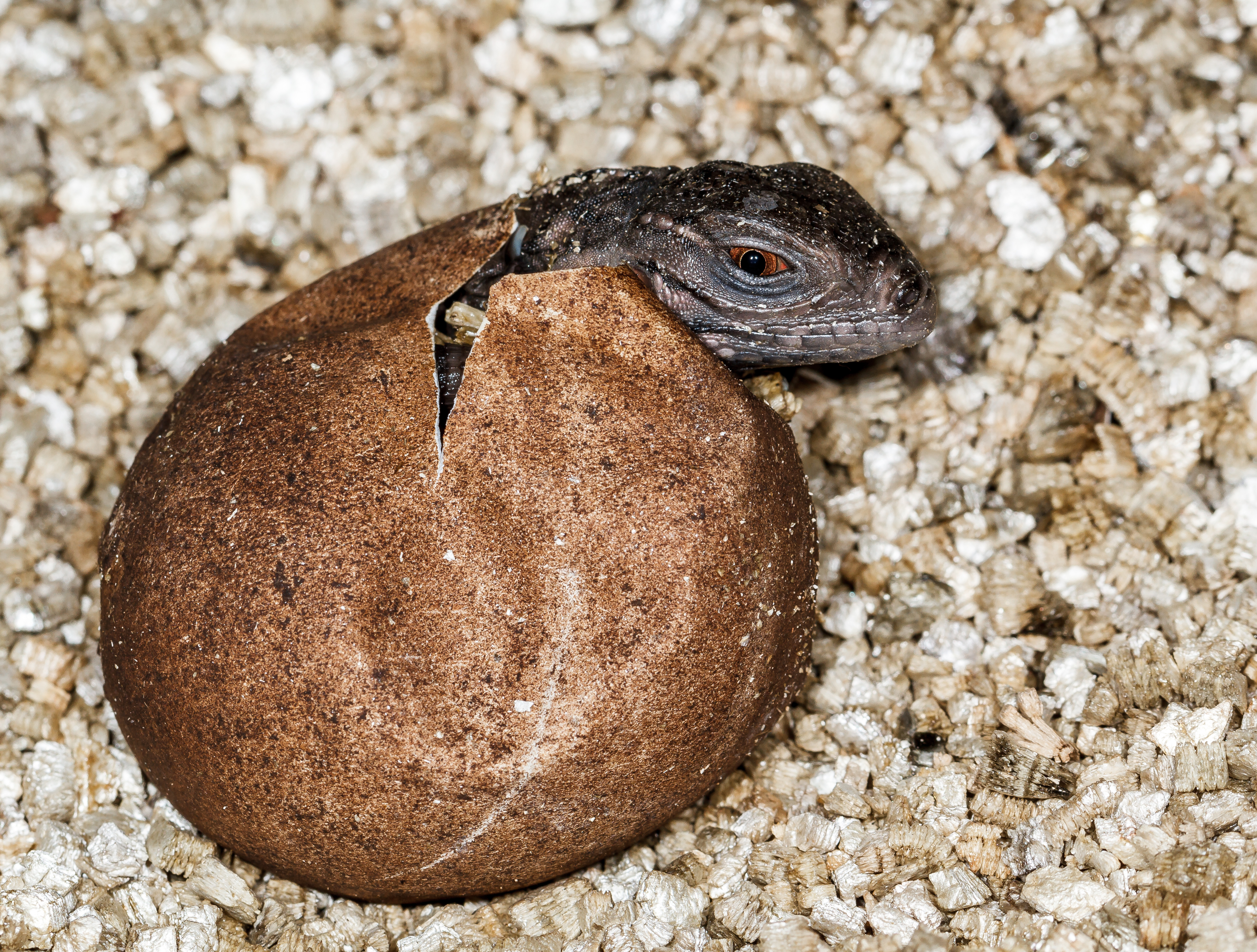
Líhnoucí se leguán kubánský, Zoo Praha

První jedinci leguána kubánského snad prošli pražskou zoologickou zahradou v 60. letech 20. století. Počátky chovu ale spadají až do roku 1992, kdy přišla zvířata z odchytu z volné přírody na Kubě. Tehdy dorazil mj. také samec Pepino se svou partnerkou Julií. Díky konkurenci dalšího samce se hned o rok později se podařilo odchovat první mláďata. Jednalo se o první úspěšný odchov v evropských zoo a teprve druhý na světě. V počátcích chovu sice několik zvířat uhynulo, ale další dovozy a také odchovy předznamenaly, že se chov tohoto druhu stane pro Zoo Praha jedním z klíčových a mezinárodně uznávaných. Již v roce 1995 tak byla zoo pověřena koordinací chovu a vedením plemenné knihy. Zároveň ve spolupráci s Univerzitou Karlovou dochází ke genetickému výzkumu leguánů.
V roce 1996 se rozmnožila druhá generace a o sedm let později následovala generace třetí. Malý leguán s pořadovým číslem 100 přišel na svět v roce 2010. Do léta 2015 se podařilo vylíhnout 165 mláďat. Do konce roku 2017 pak již dokonce 188. Mláďata směřovala do dalších zoologických zahrad nejen v Česku či Evropě, ale i jinde ve světě. Do roku 2015 obohatily chovy 14 institucí.
Samec Pepíno, který z volné přírody do Prahy přišel v roce 1992, stal se tu otcem prvních mláďat svého druhu v Evropě a zakladatelem slavného pražského chovu, uhynul 9. října 2023 ve věku nejméně 41 let, kdy mohl být považován za nejstaršího známého leguána kubánského na světě. Pro zajímavost: samec blízce příbuzného leguána modravého jménem Godzilla dosáhl v americké Gladys Porter Zoo odhadovaného věku 69 let.
Hlavní pár tvoří Pepinova dcera Bezprstá se samcem Matoušem. Ke konci roku 2017 bylo chováno 31 jedinců, z toho 13 mláďat narozených v roce 2017. V srpnu 2019 se vylíhla čtyři mláďata a v září 2019 přišlo na svět dalších devět mláďat.
Expozice leguánů kubánských zaujímá střední část – tzv. středoamerické atrium – pavilonu šelem a terárií v dolní části Zoo Praha. Zaujímá plochu 170 m². Leguáni jsou v této biotopové expozici chováni již od počátku pražského chovu – od roku 1992. Původní vegetace však byla silně poškozena při povodni v roce 2002.

## Fotogalerie

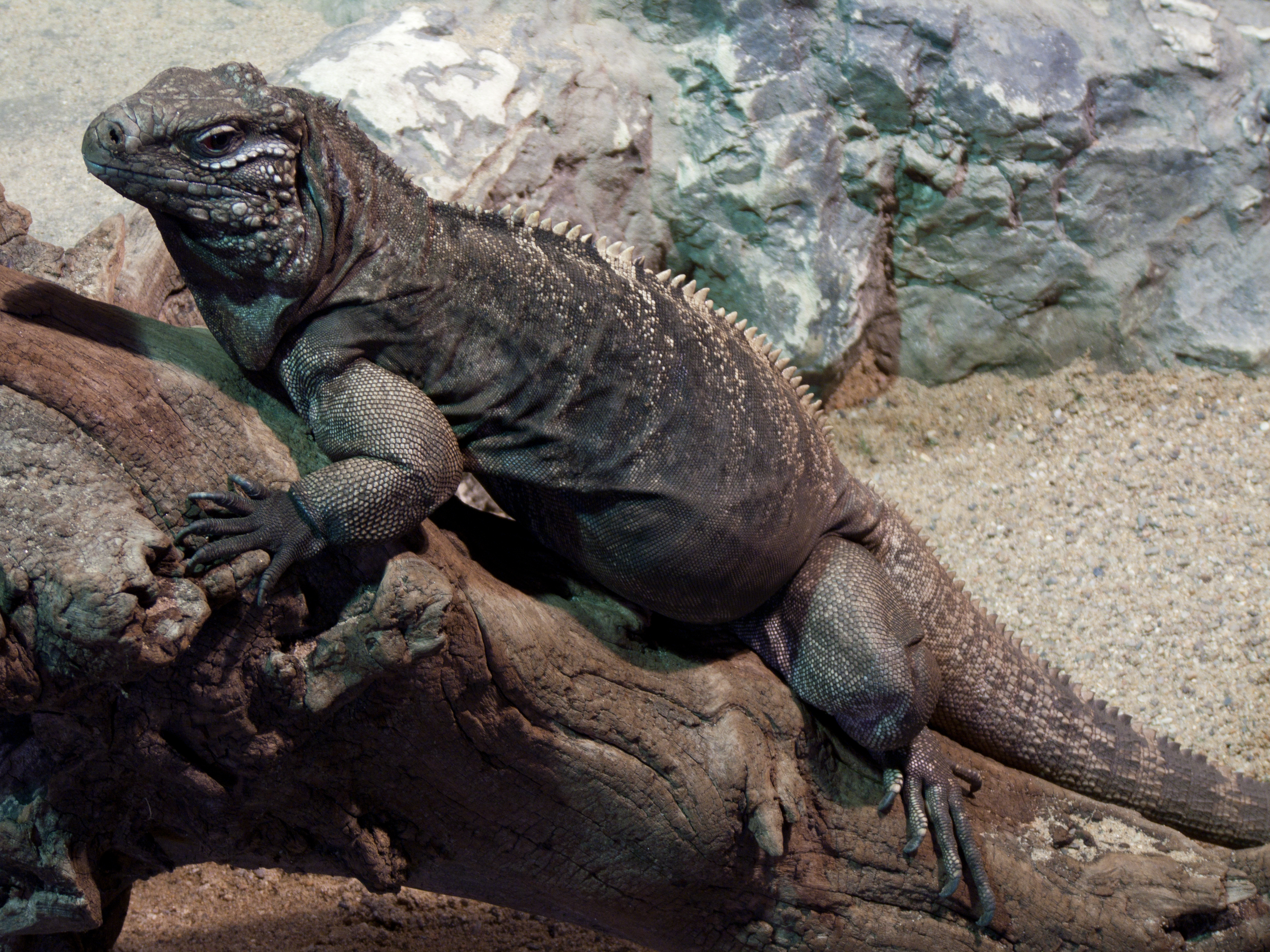
Leguán kubánský v budově Rajských ostrovů, Zoo Děčín
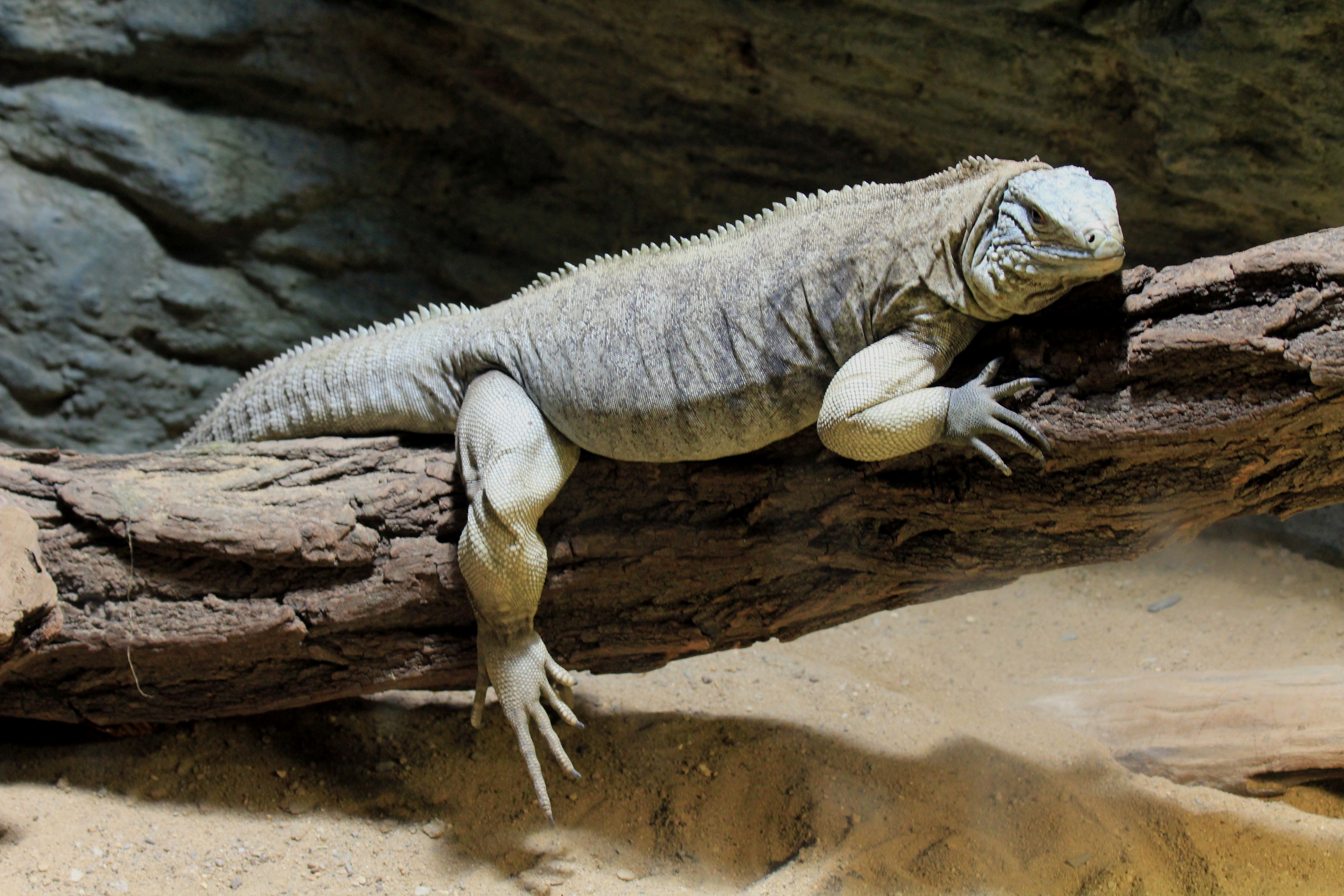
Leguán kubánský v Pražské zoologické zahradě
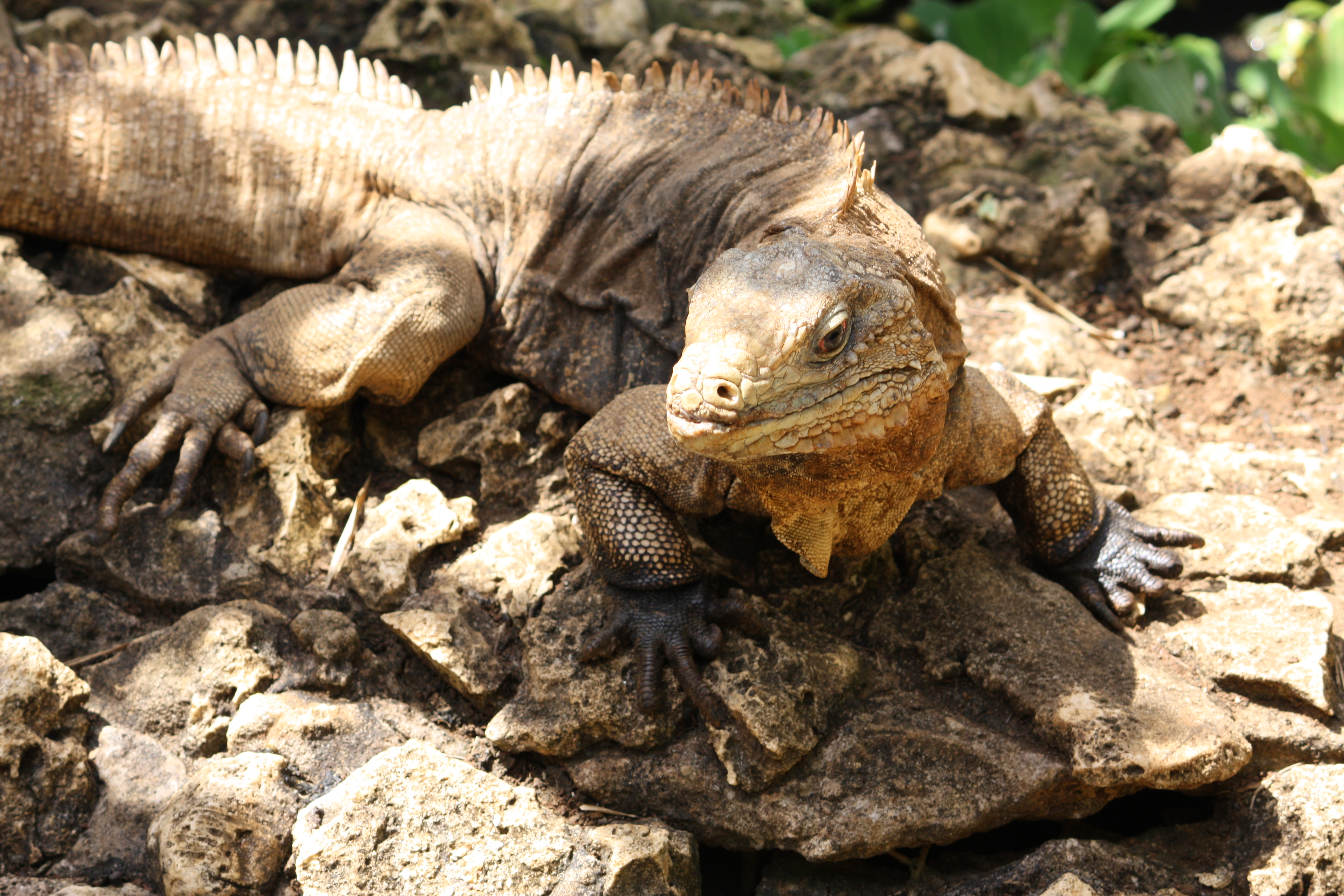
Leguán kubánský v Barbadoské rezervaci
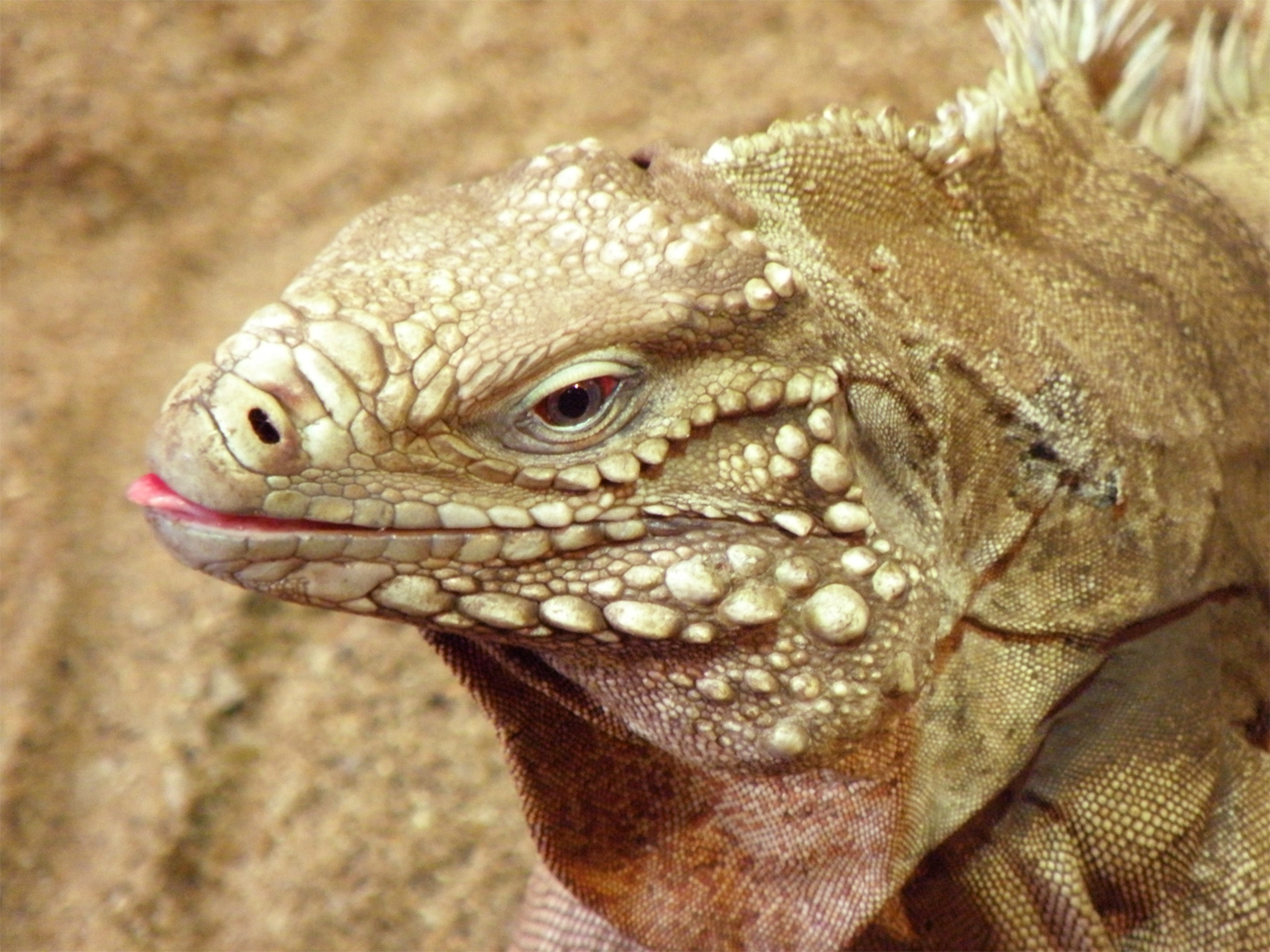
Detail hlavy leguána kubánského
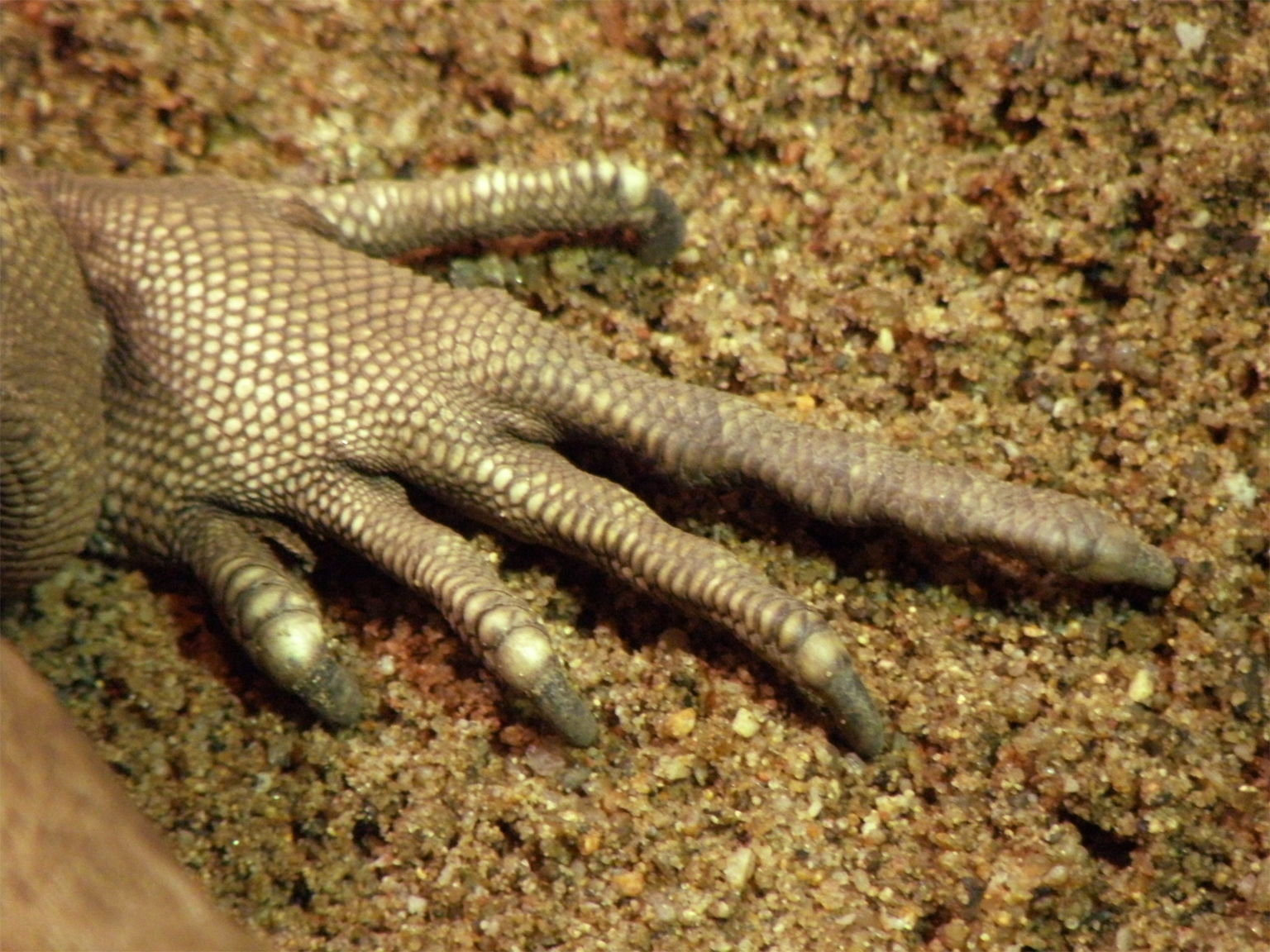
Detail pětiprsté končetiny